# Погожице
Погожице (пол. Pogorzyce) — село в Польщі, у гміні Хшанув Хшановського повіту Малопольського воєводства.
Населення — 1525 осіб (2011).
У 1975-1998 роках село належало до Катовицького воєводства.

## Демографія
Демографічна структура станом на 31 березня 2011 року:
|          | Загалом | Допрацездатний вік | Працездатний вік | Постпрацездатний вік |
| -------- | ------- | ------------------ | ---------------- | -------------------- |
| Чоловіки | 743     | 137                | 532              | 74                   |
| Жінки    | 782     | 127                | 465              | 190                  |
| Разом    | 1525    | 264                | 997              | 264                  |